# Kuchnia piemoncka

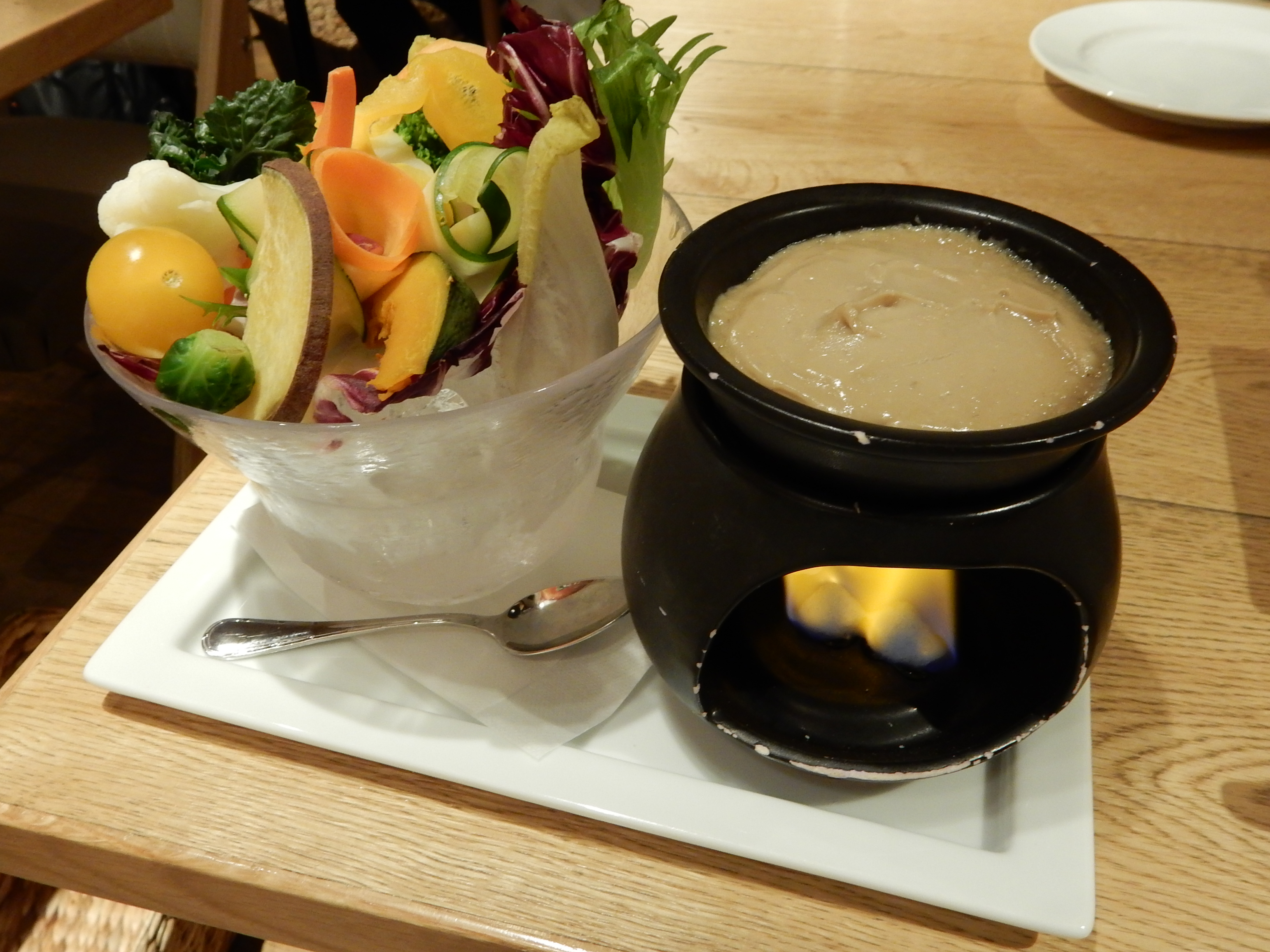
Bagna càuda

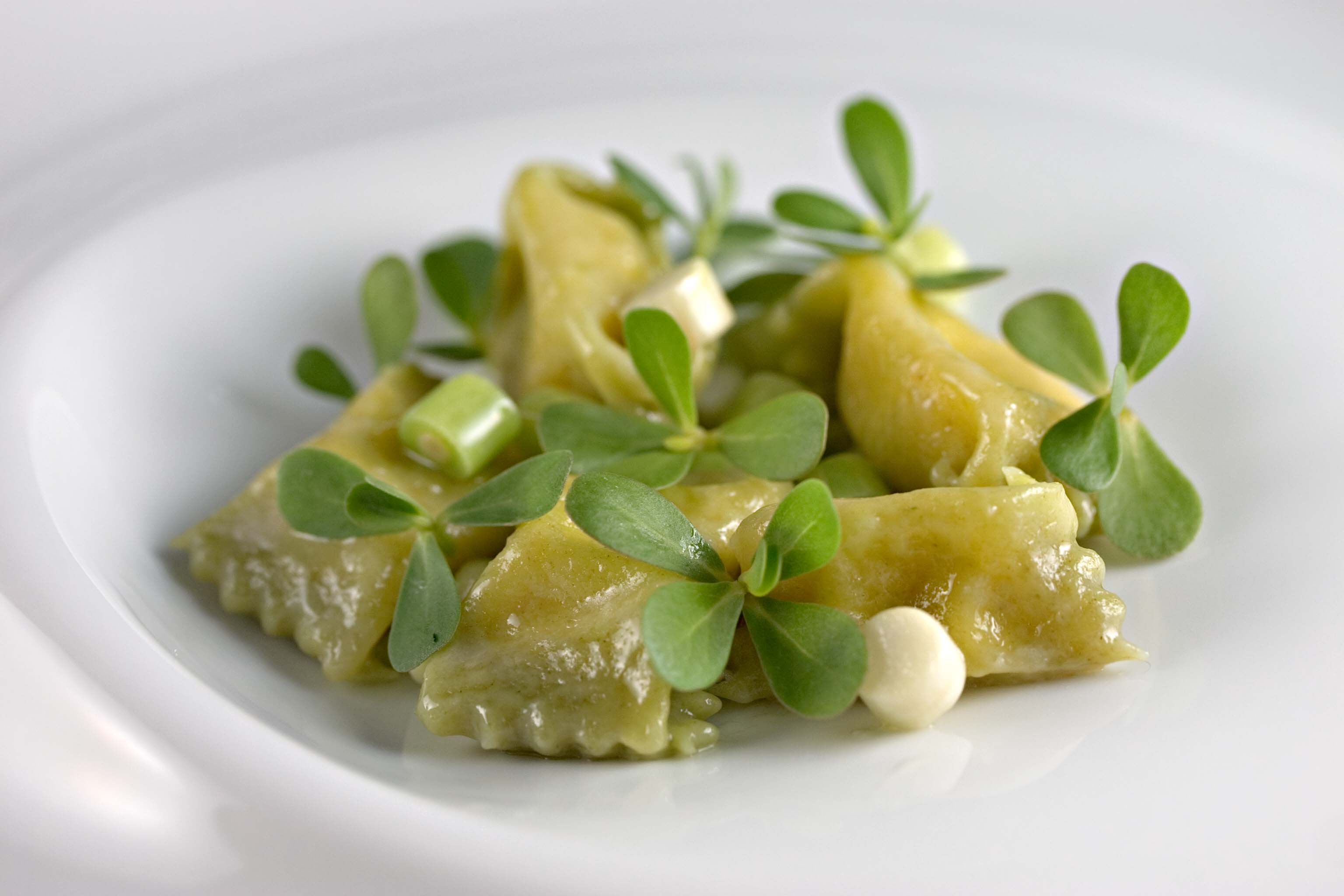
Makaron agnolotti

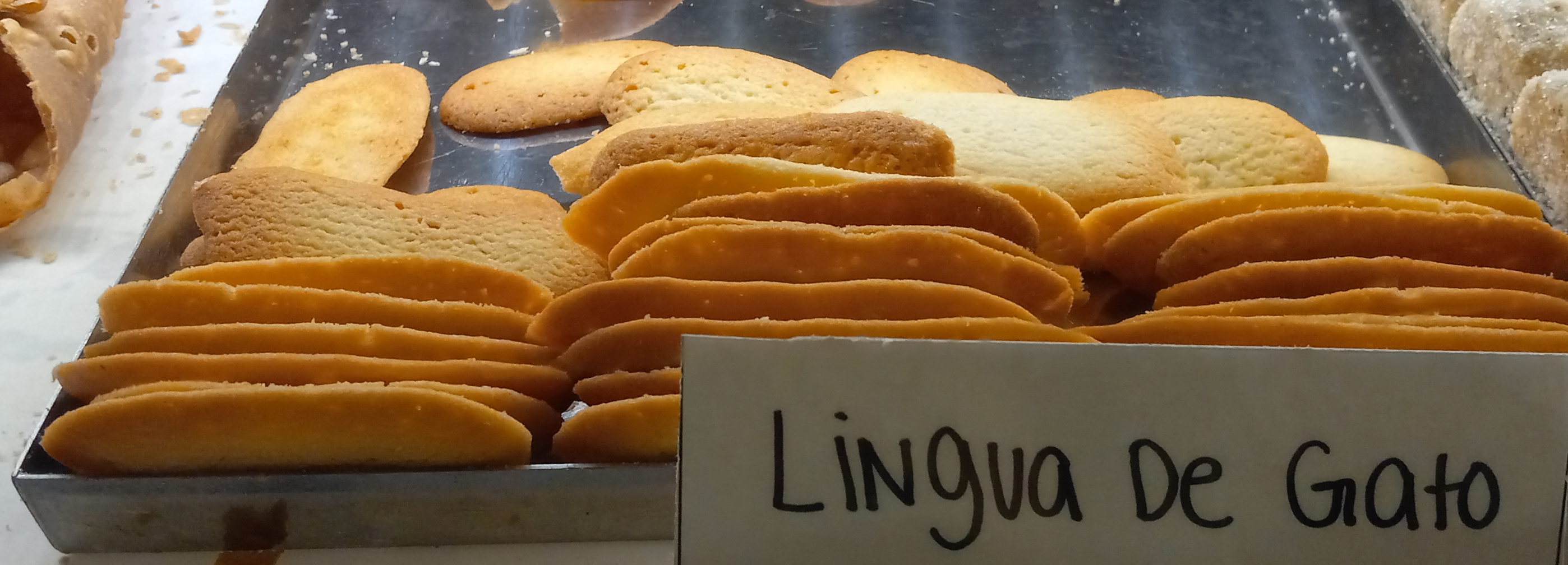
Lingua de gato (kocie języczki)

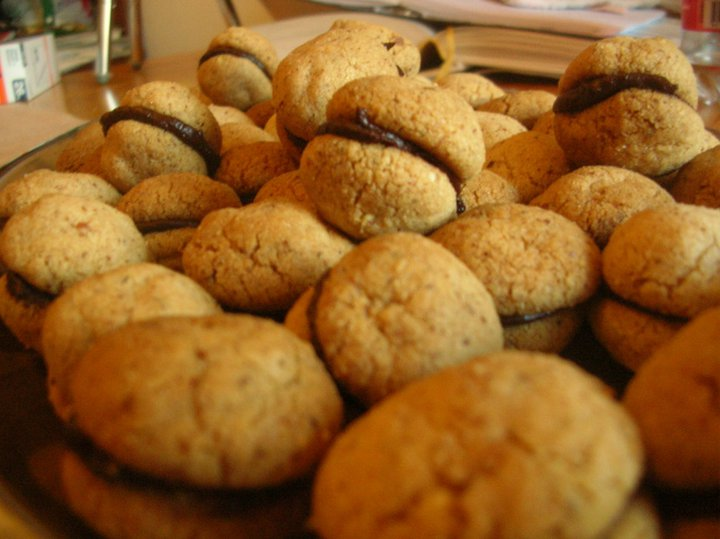
Baci di dama (pocałunek kobiety)

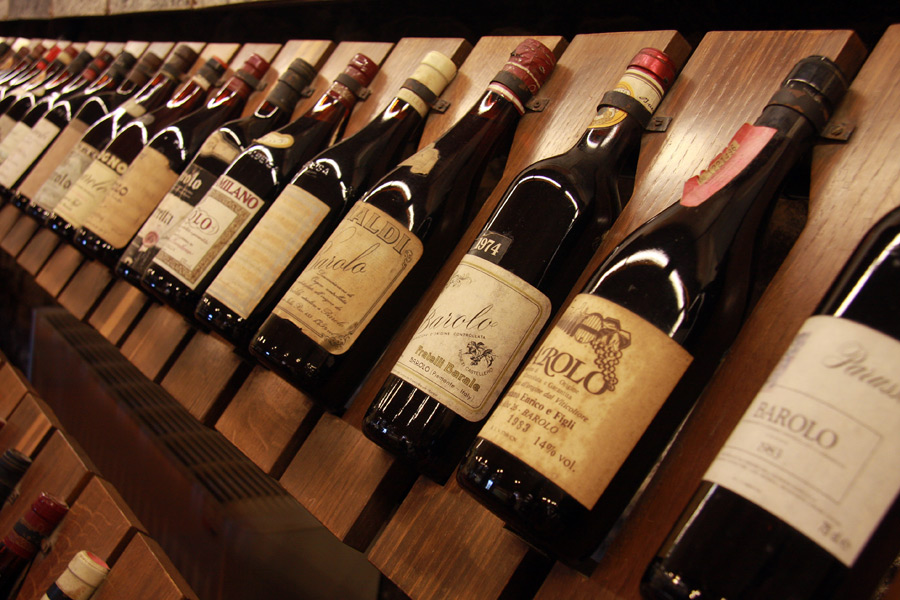
Wina Barolo

Kuchnia piemoncka – regionalna kuchnia włoska właściwa dla Piemontu, charakteryzująca się silnymi wpływami francuskimi i bogatą ofertą wysokiej jakości win.

## Charakterystyka i główne dania
W odróżnieniu od kuchni innych regionów Włoch, w Piemoncie nie podaje się pizzy, a pomidory i oliwę stosuje się bardzo oszczędnie. Dania oparte na tych komponentach i potrawach serwowane są w restauracjach i rodzinach licznych tutaj (zwłaszcza w Turynie) imigrantów z południa Włoch, którzy przybywali licznie na północ zwłaszcza w latach 50–70. XX wieku, kiedy to dynamicznie rozwijał się turyński przemysł ciężki w tym samochodowy (m.in. zakłady Fiata). Bogata w smaki kuchnia piemoncka opiera się na mięsie, maśle i śmietanie.
Do lokalnych specjalności należy np. fonduta, czyli piemoncka wersja francuskiego fondue, a także białe trufle, dodatek bardzo drogi, lecz stosowany dość chętnie do przyprawiania dań takich jak makaron, czy risotto. Najlepsze i zdecydowanie najdroższe trufle pochodzą z okolic miejscowości Alba. Charakterystyczną odmianą fonduty jest bagna càuda – w tym przypadku warzywa zamacza się w sosie przyrządzonym z oliwek, sardeli, czosnku, masła oraz śmietany. Ważne piemonckie dodatki do dań to borowiki i kasztany, serwowane przede wszystkim jesienią, podobnie jak dania z dziczyzny. Valle d'Aosta słynie z dwóch zup: kalorycznego kapuśniaku alla Valpellinense i ryżowej seupetta a la Cogneintze (zuppa cogneintze). 
Restauracje Turynu reprezentują różny poziom, jednak nie brakuje tu lokali o najwyższym poziomie kulinarnym. Podobnie jest z kawiarniami i lodziarniami. Popularne są rosticcerie (lokale z garmażerką, gdzie istnie możliwość samodzielnego komponowania posiłków).
Inne dania kuchni piemonckiej, to m.in.:
- makarony cappelletti i agnolotti serwowane z gotowanym lub duszonym w winie mięsem (buji),
- sery tomino i robiola (miękki),
- paluszki chlebowe grissini uchodzące za najlepsze na terenie Włoch i podawane w większości restauracji w formie zawiniętej w nieprzetłuszczający się papier,
- spumone piemontese (mus z mascarpone z dodatkiem rumu),
- panna cotta,
- ciastka lingue di gatto (pol. kocie języczki),
- ciastka baci di dama (pol. pocałunek kobiety),
- zabaglione (deser pochodzący z Turynu).

## Wina
Piemont to region popularny wśród koneserów win. Na wzgórzach La Langhe oraz Monferrato produkuje się najbardziej znane odmiany lokalnych win czerwonych: Barolo, Bardolino, Barbera i Nebbiolo. Są one trunkami kosztownymi, w szczególności Barolo. Na co dzień spożywane są lżejsze i tańsze wina wytwarzane z winogron dolcetto, głównie młode, lekko schładzane Dolcetto d'Alba lub musujące, słodkie Asti. Turyn jest miejscem produkcji takich marek jak Cinzano i Martini. W XXI wieku wprowadzono też mieszany (słodko-gorzki) wermut Punt e Mes.

## Kultura
Kuchnię piemoncką chwalił m.in. Friedrich Nietzsche, któremu miała ona służyć.
W 1986 (lub 1989) w piemonckiej miejscowości Barolo (lub Bra) narodził się ruch slow food, popularny obecnie na całym świecie. Zainicjowany został przez Carla Petriniego, włoskiego krytyka kulinarnego.